# Ceaux-en-Loudun
Ceaux-en-Loudun är en kommun i departementet Vienne i regionen Nouvelle-Aquitaine i västra Frankrike. Kommunen ligger i kantonen Loudun som tillhör arrondissementet Châtellerault. År 2022 hade Ceaux-en-Loudun 555 invånare.

## Befolkningsutveckling
Antalet invånare i kommunen Ceaux-en-Loudun
| Referens: INSEE |